# Carthage (Missouri)
Carthage è una città degli Stati Uniti d'America capoluogo della contea di Jasper, nello Stato del Missouri.
È posizionata sulla storica U.S. Route 66.
In una fattoria nei pressi della cittadina è nata nell'Ottocento la celebre fuorilegge Belle Starr.